# Roe vs. Wade
Roe v. Wade, 410 U.S. 113 (1973), je případ Nejvyššího soudu Spojených států amerických, který se týkal zákazu interrupce ve Spojených státech. Méně známým případem je pak Doe vs. Bolton, který se týkal potratového zákona státu Georgia. Oba tyto případy byly rozhodnuty ve stejný den a se stejným výsledkem.
Podle rozhodnutí Nejvyššího soudu v tomto případu většina tehdejších protiinterrupčních zákonů porušovala právo na soukromí podle 14. dodatku Ústavy Spojených států, takže je následně musela většina států změnit. Fakticky rozhodnutí vyústilo v povolení interrupcí na celém území Spojených států amerických.
Rozhodnutí Nejvyššího soudu v případu Roe vs. Wade je jedno z nejkontroverznějších a nejnapadanějších v americké historii. Odpůrci potratů obviňují spolu s oběma disentujícími soudci v této souvislosti Nejvyšší soud z tzv. soudcovského aktivismu, tj. že zneužili ústavního dodatku ke zcela jinému účelu, než pro který byl podle nich zamýšlen, aby si prý zahrál na zákonodárný sbor a prosadil povolení interrupcí i proti vůli amerických voličů.
24. června 2022 v rámci procesu Dobbs v. Jackson Women's Health Organization byl rozsudek Roe vs. Wade zrušen jako nemající oporu v ústavě. Zrušení podpořilo šest soudců, tři byli proti.

## Případ
V roce 1970 Norma L. McCorveyová (rovněž známá jako Jane Roe) prostřednictvím svých právniček Lindy Coffeeové a Sarah Weddingtonové podala žádost o potrat, který ji nebyl umožněn dříve, u soudu. Argumentovala tím, že je obětí znásilnění. Proti ní se za stranu stát Texas postavil Henry Wade.
Oblastní soud rozhodl ve prospěch McCorveyové, ale zamítl vydat nařízení, které by zrušilo zákony státu Texas, které zakazovaly potraty. Rozhodnutí tohoto soudu bylo založeno na 14. dodatku Ústavy Spojených států. Oblastní soud se rovněž opřel o názor místopředsedy Nejvyššího soudu Spojených států amerických Arhura Goldberga z případu Griswold vs. Connecticut, týkající se použití antikoncepce.
Obě strany se nakonec tak dlouho odvolávaly, až došel na řadu Nejvyšší soud Spojených států amerických. Ten nakonec rozhodoval přes třináct a půl měsíce, ale nakonec rozhodl ve prospěch Normy McCorveyové, a to poměrem hlasů 7:2.
Dcera, o jejíž potrat Norma McCorvey žádala, se narodila. Vzhledem k délce soudního řízení se dítě narodilo dřív, než byl vynesen rozsudek povolující potrat.
V knize The Family Roe čerpal autor Joshua Prager z jejích osobních záznamů a vlastních rozhovorů a sledoval její boje s depresemi a závislostí na návykových látkách, s chudobou a obtížnými rodinnými vztahy, s homosexualitou na konzervativním Jihu a v neposlední řadě také s pro-choice a pro-life aktivisty, kteří ji ovlivňovali. Její odklon od hnutí pro-choice a zastánců potratů nastal poté, co se veřejně přiznala, že její těhotenství nebylo následek znásilnění, ale krátkého románku. Hnutí se od ní distancovalo, přestala dostávat pozvánky, aby promlouvala na shromážděních. Později se Norma McCorvey připojila k hnutí pro-life a v devadesátých letech vystupovala jako odpůrkyně rozhodnutí v případě Roe vs. Wade.
Na sklonku života uvedla, že byla placena pro-life organizací Operation Rescue, aby veřejně vystoupila proti potratům. V dokumentu AKA Jane Roe McCorvey říká: "Tohle je moje zpověď na smrtelné posteli." Nikdy ve skutečnosti nepodporovala hnutí proti potratům. "Vzala jsem jejich peníze, oni mě postavili před kameru a řekli mi, co mám říkat, a já jsem říkala přesně tohle."